# Phaula lichenigera
Phaula lichenigera là một loài bọ cánh cứng trong họ Cerambycidae.